# Ivan Ćurić
Ivan Ćurić (ur. 1 grudnia 1964 w Slavonskim Brodzie) – chorwacki duchowny katolicki, biskup pomocniczy Ðakova-Osijeku od 2019.

## Życiorys
Święcenia kapłańskie otrzymał 29 czerwca 1990 i został inkardynowany do diecezji Djakovo o Bosna i Srijem (obecna archidiecezja Ðakovo-Osijek). Pracował głównie w seminarium w Đakovie, a w latach 2011–2013 był jego rektorem. W latach 2002–2007 kierował kurialnym urzędem prasowym, a w 2013 otrzymał nominację na wikariusza generalnego archidiecezji.
11 marca 2019 papież Franciszek mianował go biskupem pomocniczym archidiecezji Ðakovo-Osijek, ze stolicą tytularną Tela. Sakry udzielił mu 22 kwietnia 2019 arcybiskup Đuro Hranić.